# HD 221287
HD 221287 — звезда в созвездии Тукана на расстоянии около 172 световых лет от нас. Вокруг звезды обращается, как минимум, одна планета.

## Характеристики
HD 221287 относится к звёздам главной последовательности. По массе она превосходит Солнце приблизительно на 25 %. Температура поверхности звезды составляет около 6304 кельвинов, что значительно выше солнечной. Возраст HD 221287 оценивается в 1,3 миллиарда лет.

## Планетная система
В 2007 году командой астрономов, работающих в рамках программы по поиску планет с помощью спектрографа HARPS, было объявлено об открытии планеты HD 221287 b в системе. Это газовый гигант с массой, равной 3,1 массы Юпитера. Планета обращается на расстоянии около 1,25 а.е. от родительской звезды. Открытие было совершено методом Доплера.